# یوهانس گندیل

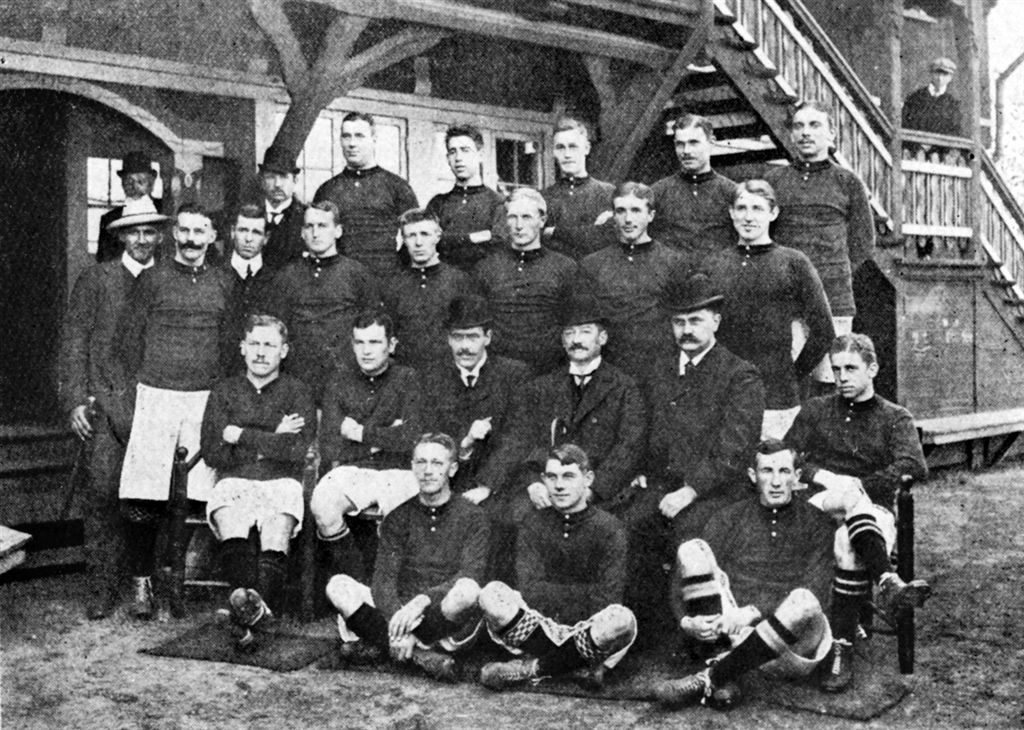
نمایی از تیم فوتبال دانمارک در المپیک ۱۹۰۸

یوهانس گندیل (دانمارکی: Johannes Gandil; ۲۱ مهٔ ۱۸۷۳ – ۷ مارس ۱۹۵۶) بازیکن فوتبال و دونده سرعت اهل دانمارک بود.
وی به‌همراه تیم ملی فوتبال دانمارک به مدال نقره در بازی‌های المپیک تابستانی ۱۹۰۸ رسیده‌است.